# Masivul Tulișa
Masivul Tulișa, uneori Munții Tulișa, reprezintă o grupă muntoasă a Munților Retezat-Godeanu, aparținând de lanțul muntos al Carpaților Meridionali. Sunt dispuși la est de Munții Retezat. Cel mai înalt pisc este Vârful Tulișa, având 1.792 m.